# Малоросійка
Малоросі́йка (каз. Малоресей) — село у складі Федоровського району Костанайської області Казахстану. Адміністративний центр Коржинкольського сільського округу.
Населення — 117 осіб (2021; 388 у 2009, 918 у 1999, 1353 у 1989).